# Tabla de números aleatorios

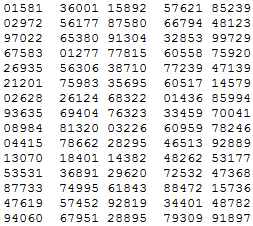
Muestra de dígitos aleatorios.

Las tablas de números aleatorios se han utilizado en estadística para la selección de muestras aleatorias. Estas tablas resultan  más eficaces que la selección manual de muestras al azar (con dados, cartas, etc.) Hoy en día, las tablas de números aleatorios han sido sustituidos por los generadores de números aleatorios.
Las tablas de números aleatorios tienen las propiedades deseadas de aleatoriedad, sin importar el método de elección de la muestra: por fila, columna, diagonal o irregularmente. La primera tabla fue publicada por un estudiante de Karl Pearson en 1927, y desde entonces diversas tablas han sido desarrolladas. Las primeras tablas fueron generadas a través de una variedad de métodos; Leonard Henry Caleb Tippett tomó sus números «al azar» del registro de censo, Ronald Fisher y Frank Yates hicieron lo propio con las tablas de logaritmos y en 1939 Maurice Kendall y B. Babington Smith publicaron una tabla con 100.000 cifras, producida por una máquina especializada y un operador humano. A mediados de la década de 1940, la RAND Corporation se dedicó a desarrollar una amplia tabla de números aleatorios para su uso con el método de Montecarlo, y mediante un hardware generador de números aleatorios publicaron  A Million Random Digits with 100,000 Normal Deviates. La tabla RAND utiliza simulación electrónica de un ruleta conectada a un ordenador. Los resultados fueron cuidadosamente filtrados y probados antes de ser utilizados para generar la tabla. La tabla RAND fue un avance importante en la obtención de números al azar porque una tabla tan grande y tan preparada cuidadosamente nunca había estado antes disponible (la tabla más grande publicada anteriormente era diez veces más pequeña), y también estaba disponible en tarjetas perforadas de IBM, lo que permitió su uso en computadoras. En la década de 1950, un hardware generador de números aleatorios llamada ERNIE se utilizó para dibujar los números de bonos británicos prima.
La primera «prueba» de números aleatorios para la aleatoriedad estadística fue desarrollada por Maurice Kendall y B. Babington Smith a finales de 1930, y se basó en la búsqueda de ciertos tipos de expectativas probabilísticas en una secuencia determinada. La prueba más simple era una comprobación para asegurarse de que aproximadamente el mismo número de cifras estaban presentes. Pruebas más complicadas buscaban el número de dígitos entre ceros sucesivos y se compararon los recuentos totales con sus probabilidades de espera. Durante los años se desarrollaron pruebas más complicadas. Kendall y Smith también crearon la noción de aleatoriedad local, por el que un conjunto dado de números aleatorios se descompone y probado en los segmentos. En su conjunto de 100.000 números, por ejemplo, dos de los miles de personas fueron un poco menos «al azar a nivel local» que el resto, pero el conjunto en su conjunto pasaría sus pruebas. Kendall y Smith aconsejaban a sus lectores a no utilizar estos miles en particular por sí mismos.
Los procesos de filtrado y las pruebas eliminan cualquier sesgo o asimetría notable de los números originales generados por hardware, para que dichas tablas proporcionen números aleatorios más «fiable»s para el usuario..
Hay que tener en cuenta que cualquier tabla de números aleatorios publicada o de cualquier forma accesible no es adecuada para objetivos criptográficos debido a que su accesibilidad convierten la descodificación predecirble, y por lo tanto, su efecto en un criptosistema también es predecible. Por el contrario, números aleatorios que solo sean accesibles para el codificador y decodificador permiten, literalmente, un cifrado irrompible de una cantidad similar o menor medida de datos significativos.